# Tiergartenring
Der Tiergartenring ist mit der Nummer 19 einer der 20 grünen Hauptwege. Das ist eine Zusammenstellung von 20 Wanderwegen durch das Berliner Stadtgebiet mit einer Gesamtlänge von rund 550 Kilometern. Ziel ist es, „Wohngebiete mit den vielfältigen Erholungsmöglichkeiten in Parkanlagen und Naherholungsgebieten von Berlin und Brandenburg“ (Senatsverwaltung für Stadtentwicklung und Umwelt) miteinander zu verknüpfen. Der Fußgänger soll dabei die Möglichkeit haben, „die Stadt als eine Verbindung von Kultur, Geschichte und Ökologie intensiv zu erleben“.

## Verlauf
Mit 24 Kilometern Länge umrundet der Tiergartenring den Großen Tiergarten, den größten Berliner Park, und das historische Zentrum von Berlin in einem engeren Lauf als der Innere Parkring. Der Tiergartenring findet jedoch auch den Zugang zu großen und kleinen Parkanlagen sowie grün gestalteten Stadtplätzen, wie Volkspark Friedrichshain, Kollwitzplatz und dem langgestreckten Grünzug im Kanalbett des ehemaligen Luisenstädtischen Kanals. Die Spree, der Landwehrkanal und der Berlin-Spandauer Schifffahrtskanal ergänzen mit Wasserzugang das Angebot am Weg, zudem Schloss Bellevue (Amtssitz des Bundespräsidenten), das Haus der Kulturen der Welt, das Bundeskanzleramt, die Gedenkstätte Berliner Mauer und die im neoklassizistischen Zuckerbäckerstil (der Stalinzeit) errichteten Häuser des Strausberger Platzes.
Für den Ringweg sind zwei Einstiegspunkte empfohlen. Im Norden ist als Start der Park auf dem Nordbahnhof (ehemaliger Stettiner Bahnhof) an der Ecke Liesen-/Gartenstraße empfohlen. (Lage) Erreichbar ist dieser Punkt mit den S-Bahnlinien S1, S2, S25 vom S-Bahnhof Humboldthain oder vom Nordbahnhof. Im Süden ist der Beginn am Böckler-Park/Landwehrkanal
(Lage) genannt, dieses Gebiet ist gut von den U-Bahn-Linien U1 und U8 am U-Bahnhof Kottbusser Tor zu erreichen.
Der Tiergartenring wird im Folgenden im Uhrzeigersinn beschrieben. Er hat nach der FIS-Broker-Karte als Rundweg einen nördlichen Einstiegspunkt unter den alten Eisenbahnbrücken am unbenannten runden Platz mit zentraler Grünfläche, auf dem sich Garten- und Liesen-/Scheringstraße kreuzen noch im Ortsteil Gesundbrunnen. Ein südlicher Einstiegspunkt liegt am Landwehrkanal, gegenüber vom Urbanhafen, im Böcklerpark.

### Gesundbrunnen

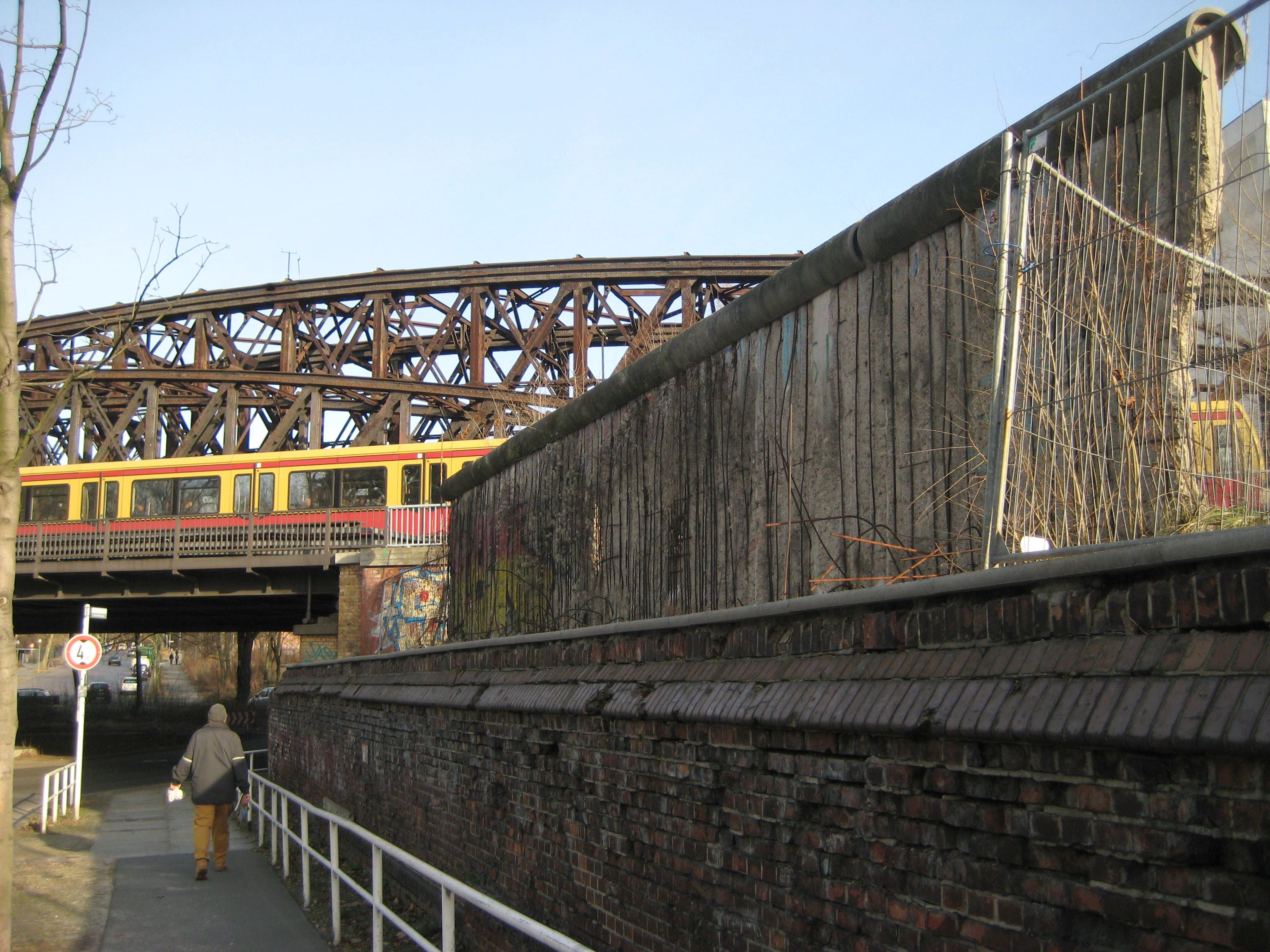
Von der Liesenstraße zu den Bahnbrücken mit Mauerrest, 2008

Der auf der gleichen Linie liegende Berliner Mauerweg verweist auf die besondere Situation des nördlichen Einstiegspunktes in den Tiergartenring während von 1961 bis 1990 hier die Mauer stand. Von diesem Platz führt der Hauptweg an der S-Bahn-Strecke der Nord-Süd-Bahn entlang nach Südosten in die Gartenstraße hinein an der Begrenzungsmauer des vormaligen Geländes des Stettiner Bahnhof entlang.

### Mitte
Nach wenigen Metern gibt es die Gelegenheit, diese Mauer zu überqueren: Es ist die vormalige Begrenzung des Geländes des Stettiner Bahnhofs und wurde durch die Teilung der Stadt zur „Staatsgrenze“. Der Tiergartenring führt hier in den Park auf dem Nordbahnhof, um so in den Ortsteil Mitte zu wechseln. Die begleitende S-Bahn-Trasse führt nebenan als Tunnelbahn weiter. Der Park endet an der Julie-Wolfthorn-Straße am Nordbahnhof (vormals stand hier der Stettiner Bahnhof). Der Tiergartenring umgeht die Kreuzung Garten-/Bernauer Straße im Norden und führt hier nochmals durch Gesundbrunnen. Er wendet sich nach links in die Bernauer Straße auf deren südöstlichen Beiweg hin, zu deren Bedeutung während der Teilung der Stadt besteht anliegend das „Dokumentationszentrum Berliner Mauer“. Der Hauptweg selbst nutzt allerdings die Grünfläche südlich der Bernauer Straße, am Rand von Sophien-Kirchhof I und St. Elisabeth-Kirchhof I, der von Berg-, Acker-, Strelitzer Straße gekreuzt wird. Der Verlauf des Weges bleibt in der Mitte und über die Brunnenstraße hinweg, wo der U-Bahnhof Bernauer Straße gut erreichbar ist. Durch die Nutzung der Grundstücke an der Bernauer Straße führt der Hauptweg bis zur Ruppiner Straße über den Gehweg der Brunnenstraße auf der Ortsteilgrenze Mitte/Gesundbrunnen weiter. Weiter geht es auf dem Grünstreifen der Bernauer Straße, die Swinemünder und Wolliner Straße kreuzend. An der Kreuzung Bernauer/Eberswalder Straße und der von beiden abgehenden Schwedter Straße südlich vom Mauerpark wird der Ortsteil verlassen.

### Prenzlauer Berg

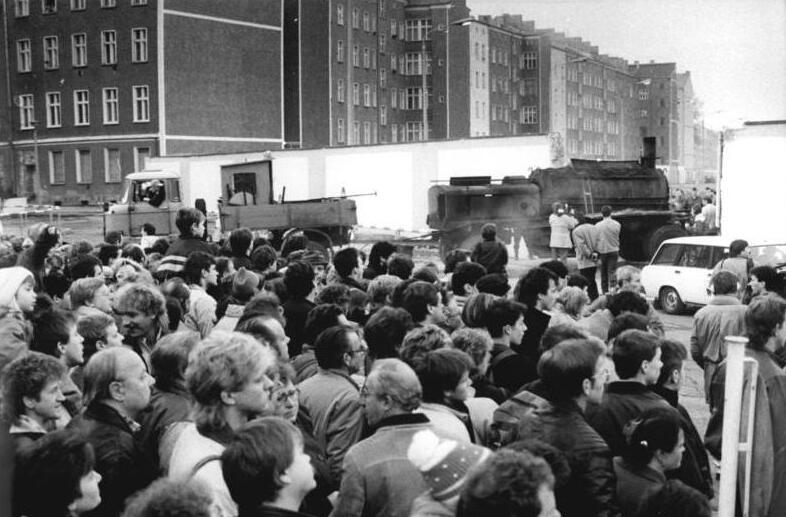
1989: der Grenzübergang Eberswalder Straße

Der Straßenplatz der Brunnen- zur Eberswalder Straße mit den abgehenden Schwedter und Oderberger Straße liegt vollständig in Prenzlauer Berg. Hier beginnt der Lübarser Weg (Hauptweg 04), der gemeinsam mit dem weiteren Mauerweg durch den Mauerpark nach Norden führt. Der Tiergartenring nimmt den weiteren Verlauf durch die Oderberger Straße über die Kastanienallee, am Stadtbad vorbei und an der Ecke der Choriner Straße (eine Fahrradstraße) über die Schönhauser Allee (B 96a) in die Sredzkistraße zugewiesen. Von dieser an der Ecke Knaackstraße nach rechts wird der Kollwitzplatz mit seinen Grünanlagen erreicht. Danach folgt rechts am Platz der Judengang, die Verbindung zum Jüdischen Friedhof Schönhauser Allee. Der Platz wird auf der Knaack- über die baumbestandene Kollwitzstraße verlassen, vorbei an der Synagoge hinter der Knaackstraße 26–32. Weiter nach rechts in die Diedenhofer Straße geht es um die Grünanlage am Wasserturm rechts zur Belforter Straße, vorbei an Straßburger (rechts) und Kolmarer Straße (links) wird die Prenzlauer Allee (B 109) in die Heinrich-Roller-Straße begangen. Rechts die Friedhöfe der St. Marien-Nikolai- und der St. Georgen-Gemeinde und links mündet die Winsstraße, es folgt die Greifswalder Straße (B 2), die noch nach rechts zur Kreuzung genutzt wird. Diese wird überquert und die nach links führende Am Friedrichshain begangen und zum Parkeingang überquert, wobei der Ortsteil verlassen wird.

### Friedrichshain

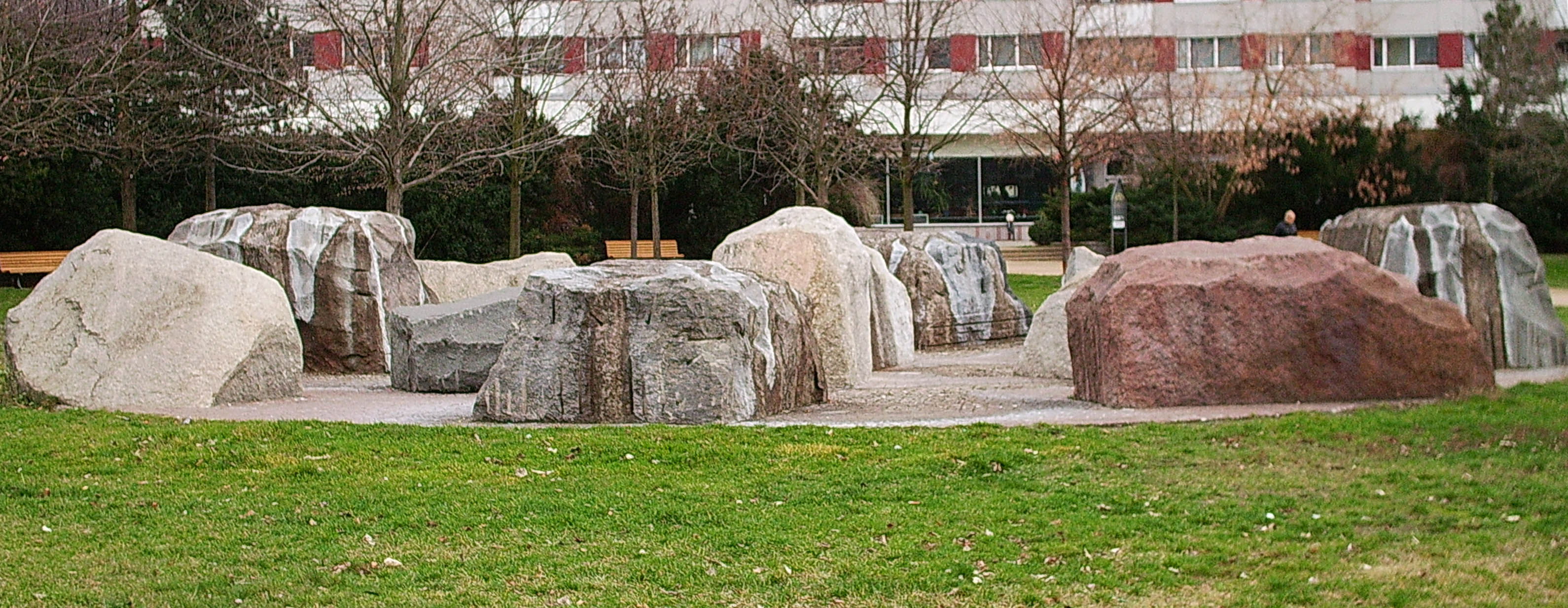
Brunnenanlage am Platz der Vereinten Nationen, vormals Standort des Lenindenkmals

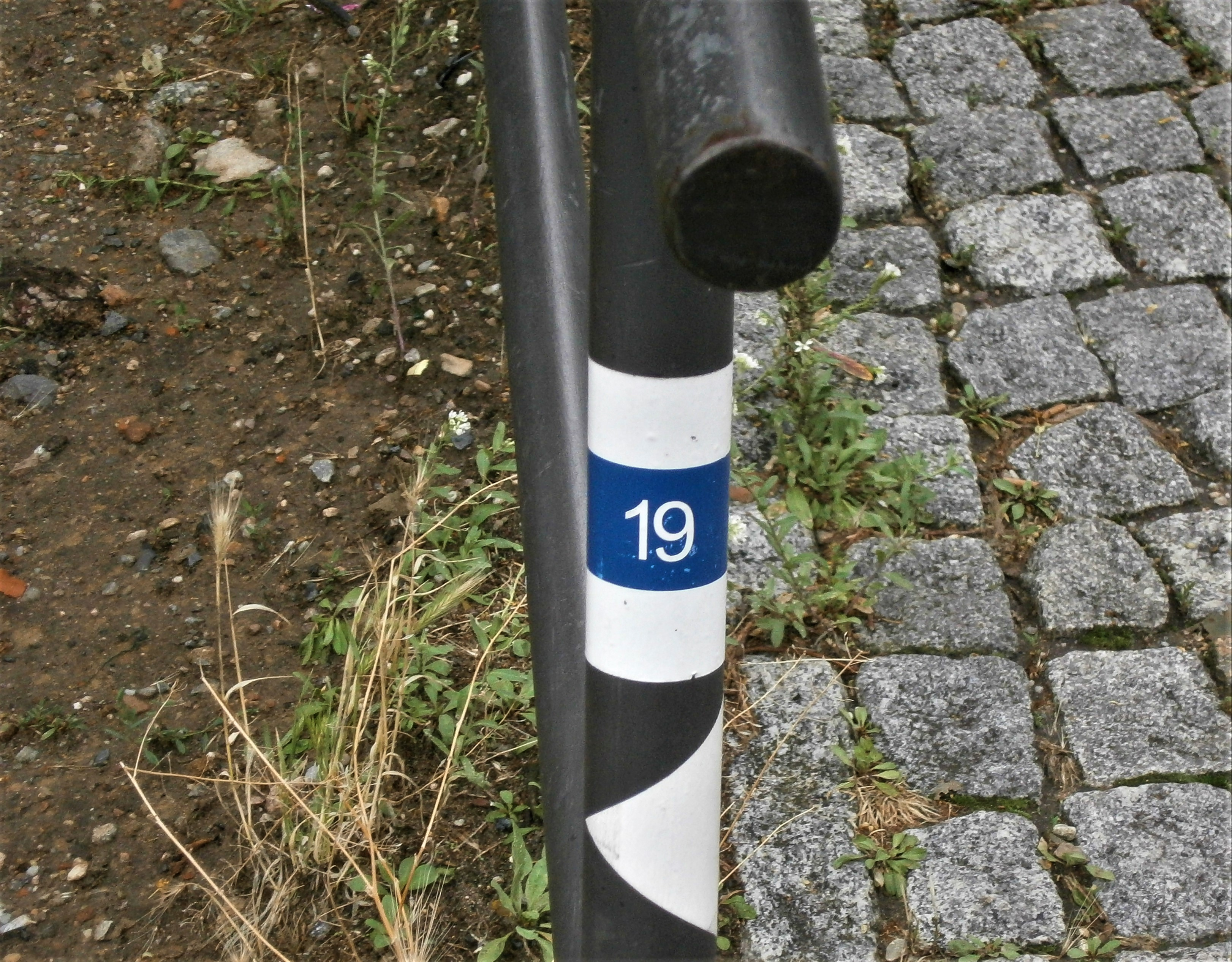
Markierung zwischen Platz der Vereinten Nationen und Volkspark Friedrichshain

Der Tiergartenring führt in für den Ortsteil Friedrichshain namensgebenden Volkspark mit dem Märchenbrunnen. Hier am Parkeingang beginnt der Hönower Weg (grüner Hauptweg 07) ebenfalls um den Märchenbrunnen und danach im Park nach Nordosten. Der Tiergartenring trennt sich am Ende des Rondells wieder und führt im Park nach Südost. Es folgt die Gedenkstätte der deutsche Interbrigadisten unterhalb vom Großen Bunkerberg 78 m ü. NN, der Weg liegt auf der Parkseite der Friedenstraße. Um die Hochhäuser auf dem Platz der Vereinten Nationen (nach rechts) nimmt der Hauptweg seinen Lauf zur Kreuzung mit der Landsberger Allee und über diese weiter nach Süden in die Lichtenberger Straße zum Strausberger Platz, kreuzend die Karl-Marx-Allee (B 1/B 5). Hier ist der U-Bahnhof gleichen Namens zu erreichen. Über den Platz hinweg geht es geradeaus weiter, wonach Blumen- und Singerstraße gekreuzt werden und dann die Holzmarktstraße (B 96a). Der Weg führt gerade durch in die Straße An der Michaelbrücke, durch die Stadtbahnbrücke und über die Michaelbrücke.
Am südlichen Brückenkopf der Michaelbrücke über die Spree hinweg erfolgt der Wechsel vom Bezirk Friedrichshain-Kreuzberg in den Bezirk Mitte, Ortsteil Mitte. Zudem wird die Idealführung vom Spreeweg/ Berliner Urstromtal gekreuzt. Die Michaelkirchstraße wird über die Köpenicker Straße zum Michaelkirchplatz, der Grünanlage um die St. Michael-Kirche nach der Melchiorstraße, genutzt. Anschließend nutzt der Tiergartenring über die beiden parallelen Äste Engeldamm und Bethaniendamm am Engelbecken herum.

### Kreuzberg

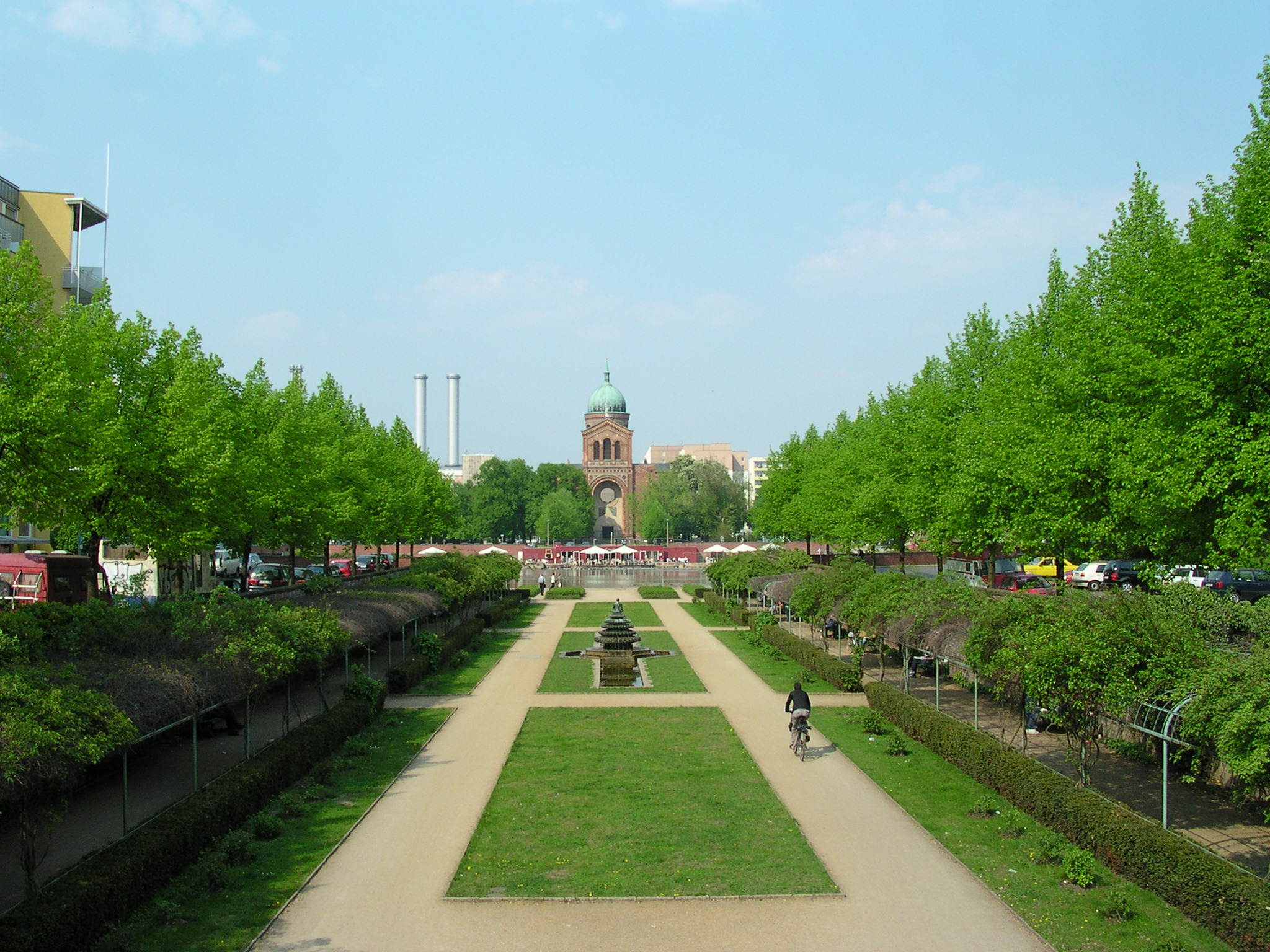
Tiergartenring: Engelbecken im Vordergrund und St. Michaelskirche im Hintergrund

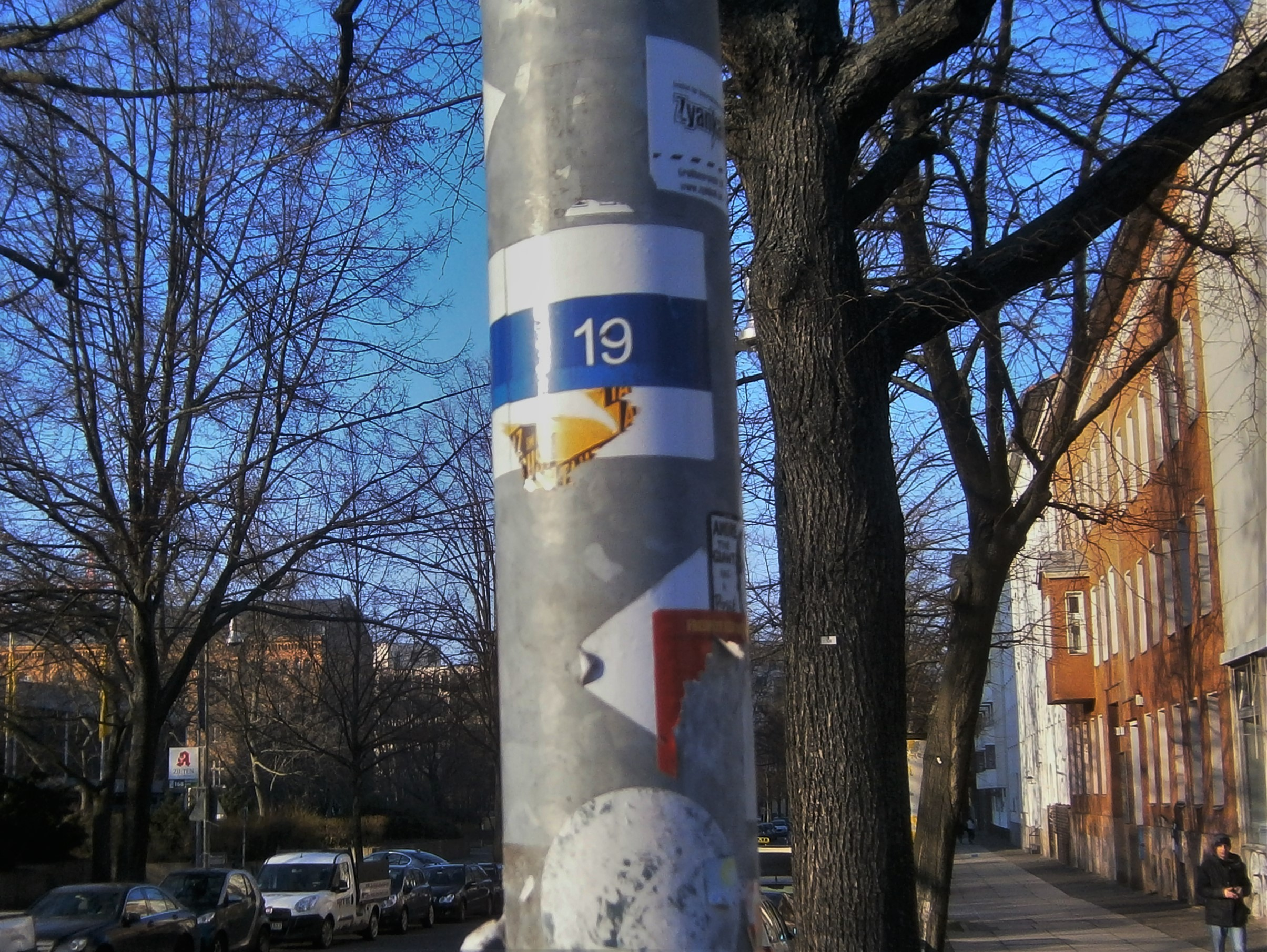
Markierung Möckernstraße Ecke Hallesches Ufer

Die benachbarte Grenze von Kreuzberg markiert eine enge Stelle zwischen Ost und West, als hier die Mauer stand. Am Ausgang des Engelbeckens im Grünstreifen einschließlich Rosengarten zwischen Leuschner- und Legiendamm wird mit der Waldemarstraße der Ortsteil Kreuzberg betreten. Durch die Grünanlage des Oranienplatzes wird die Oranienstraße und die (hier allerdings unterbrochene) Dresdner Straße überquert und der weitere Grünzug am Engelgraben, der nun zwischen Segitz- und Erkelenzdamm liegt, vom Hauptweg 19 genutzt. Über die Ritter-/Reichenberger Straße wird der grüne Wassertorplatz mit der kreuzenden Skalitzer Straße und unter der Hochbahn der U-Bahntrasse wird die Böcklerstraße gequert. Hier befindet sich der definierte südliche Einstiegspunkt im Böcklerpark für den Tiergartenring. Mit dem Auftreffen des Hauptwegs auf den Landwehrkanal gegenüber vom Urbanhafen geht es nach rechts, nach Westen bis zur Prinzenstraße.
Auf der Baerwaldbrücke wird am Landwehrkanal das Südufer betreten und entlang vom Carl-Herz-Ufer nach rechts zur Brachvogelstraße (jenseits am Kanal) Alexandrinenstraße (Waterloobrücke) begangen. Weiter am Kanal parallel zur Brachvogelstraße und mit dem Abzweig der Gitschiner Straße an der Zossener Brücke zum Waterloo-Ufer. An der Halleschen-Tor-Brücke befindet sich am Kanalnordufer (Hallesches Ufer) der Kreuzungs-U-Bahnhof Hallesches Tor der Hochbahn und der Linie U 8. Am Kanalufer entlang führt der Tiergartenring parallel zum Tempelhofer Ufer (B 96), den Mehringdamm kreuzend (jenseits der Mehringbrücke beginnt die Wilhelmstraße). Es folgen auf der Kanalseite die Großbeeren- und die Möckernbrücke, zwischen denen der Übergang auf den U-Bahnhof Möckernbrücke liegt. Weiter nutzt der Tiergartenring den Anhalter Steg und die Hochbahnbrücke der Linie U 1, unbemerkt kreuzt hier auch die unter der Trebbiner Straße liegende Tunnelbahn der Nordsüdbahn (S1, S2, S25). Über den Anhalter Steg ist der Elise-Tilse-Park (Anhalter Bahnhof) auf der Nordseite des Landwehrkanals erreichbar. Der Hauptweg verbleibt am Kanalsüdufer gegenüber der Trebbiner Straße (Deutsches Technikmuseum) und der Luckenwalder Straße zur Schöneberger Straße mit der Schöneberger Brücke.
Nach der Schöneberger Brücke am Schöneberger Ufer entlang folgt die Köthener Brücke und die Hochbahnbrücke der Linie U2. Nach Norden sind über diese Brücke der U-Bahnhof Mendelssohn-Bartholdy-Park, der Park selbst und letztlich der Potsdamer Platz erreichbar. Der Hauptweg kreuzt hier den Nord-Süd-Weg und geht weiterhin am Landwehrkanal entlang. Zwischen dem Park am Gleisdreieck (im Süden) und dem Tilla-Durieux-Park (nördlich vom Kanal gelegen) liegen im Übrigen die Fernbahngleise der Berliner Nord-Süd-Bahn Bahnhof (Potsdamer Platz–Bahnhof–Berlin Südkreuz) in unterirdischer Lage. Vor der Flottwellstraße wird der Ortsteil verlassen.

### Tiergarten

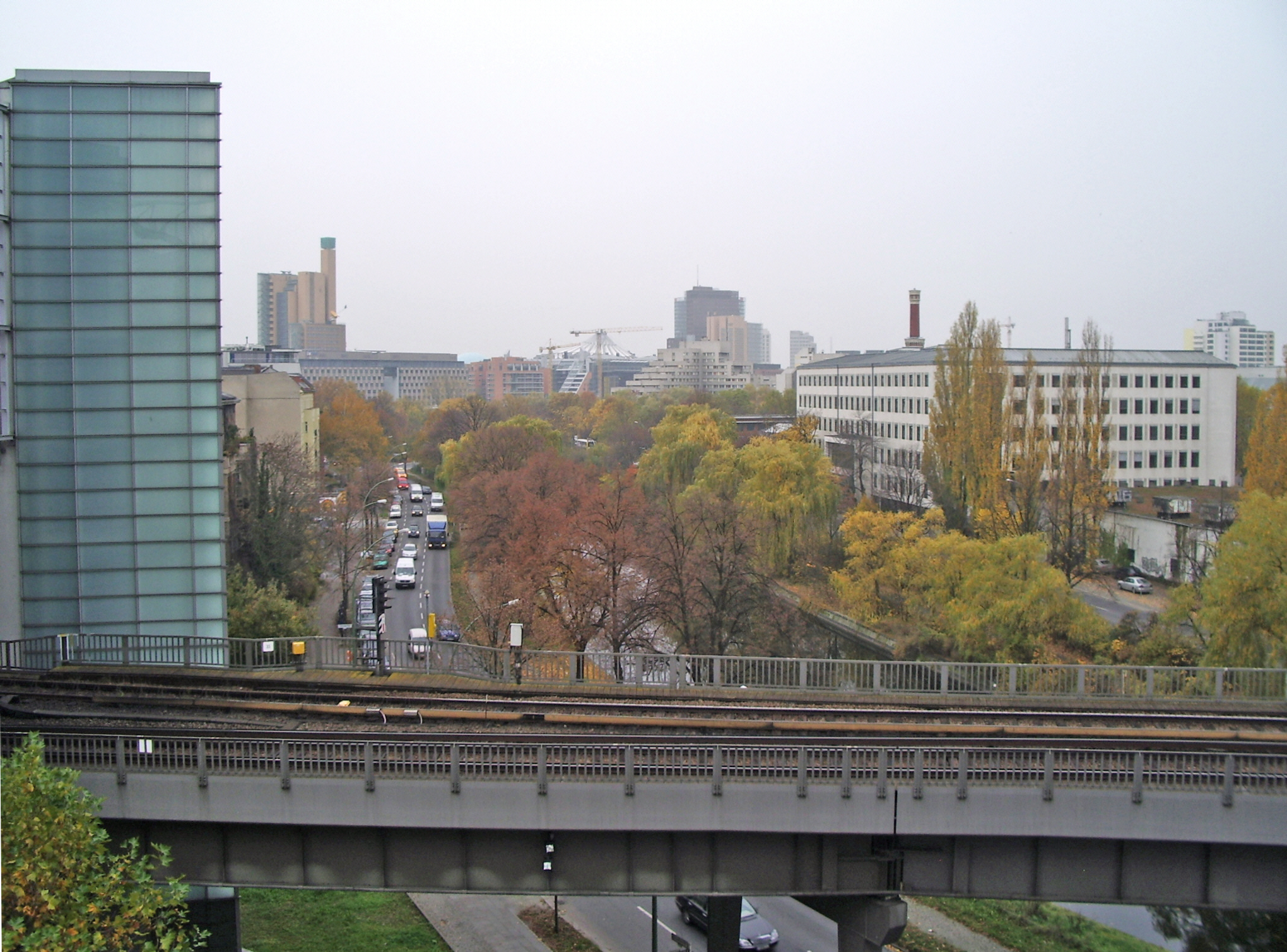
Tiergartenring am Schöneberger Ufer über die U-Bahn-Brücke hinweg gesehen

Mit dem Schöneberger Ufer (B 96) an der Flottwellstraße über diese kreuzt die Ortsteilgrenze von Kreuzberg nach Tiergarten. Der Tiergartenring löst sich vom Kanalufer an der stark befahrenen Straße in den südlich liegenden Grünstreifen, durch den die Potsdamer Straße (Potsdamer Brücke) erreicht wird. Diese wird überquert und die weitere Hauptwegführung liegt wiederum zwischen Schöneberger Ufer (der Straße) und dem Landwehrkanal. Hinweg über Kluckstraße – Bendlerbrücke – Stauffenbergstraße, hier sind das Bundesministerium für Verteidigung und die Gedenkstätte Deutscher Widerstand erreichbar, heißt die Uferstraße nach der Genthiner Straße Lützowufer. Von diesem erfolgt wiederum am Hiroshimasteg der Wechsel auf die Nordseite des Kanals in die Calandrelli-Anlage und über das Herkulesufer (südlich vom Bauhausarchiv) wird an der Herkulesbrücke die Klingelhöferstraße überquert. Das rechts liegende Klingelhöfer Dreieck und insbesondere das Areal rechts der Klingelhöfer Straße bis zur Tiergartenstraße (am Großen Tiergarten) ist das Botschaftsgelände im Inneren der deutschen Hauptstadt.
Mit Überquerung der breiten und befahrenen Klingelhöfer Straße geht der grüne Hauptweg 19 in die Corneliusstraße am Nordufer des Landwehrkanals und überquert auf dieser die Stülerstraße, über den Kanal führt die Corneliusbrücke. Die nach rechts am Straßenende abführende Drakestraße wird ausgelassen. Weiter am nördlichen Kanalufer geht der Hauptweg unter Lichtensteinbrücke und Rosa-Luxemburg-Steg hindurch. Diese beiden verbinden einerseits die Lichtensteinstraße mit dem Katharina-Heinroth-Ufer und andererseits die Gehege des Zoos mit dessen Hauptteil. Der Tiergartenring erreicht nun die große innerstädtische Parkanlage des Großen Tiergartens und hier das Tiergartenufer zwischen Landwehrkanal und Neuem See (mit einer Bootsausleihstation). Im Landwehrkanal liegt zudem die Schleuseninsel mit der Unteren Schleusenbrücke. Nachdem die Eisenbahnbrücke der Ring- und Fernbahn parallel zur Straße des 17. Juni unterschritten ist fällt die große Anlage der Versuchsanstalt für Wasserbau und Schiffbau (Technische Universität) auf. Der Zipfel des Tiergartens wird vor der Charlottenburger Brücke und dem Charlottenburger Tor an der Straße des 17. Juni der Ortsteil verlassen.

### Charlottenburg

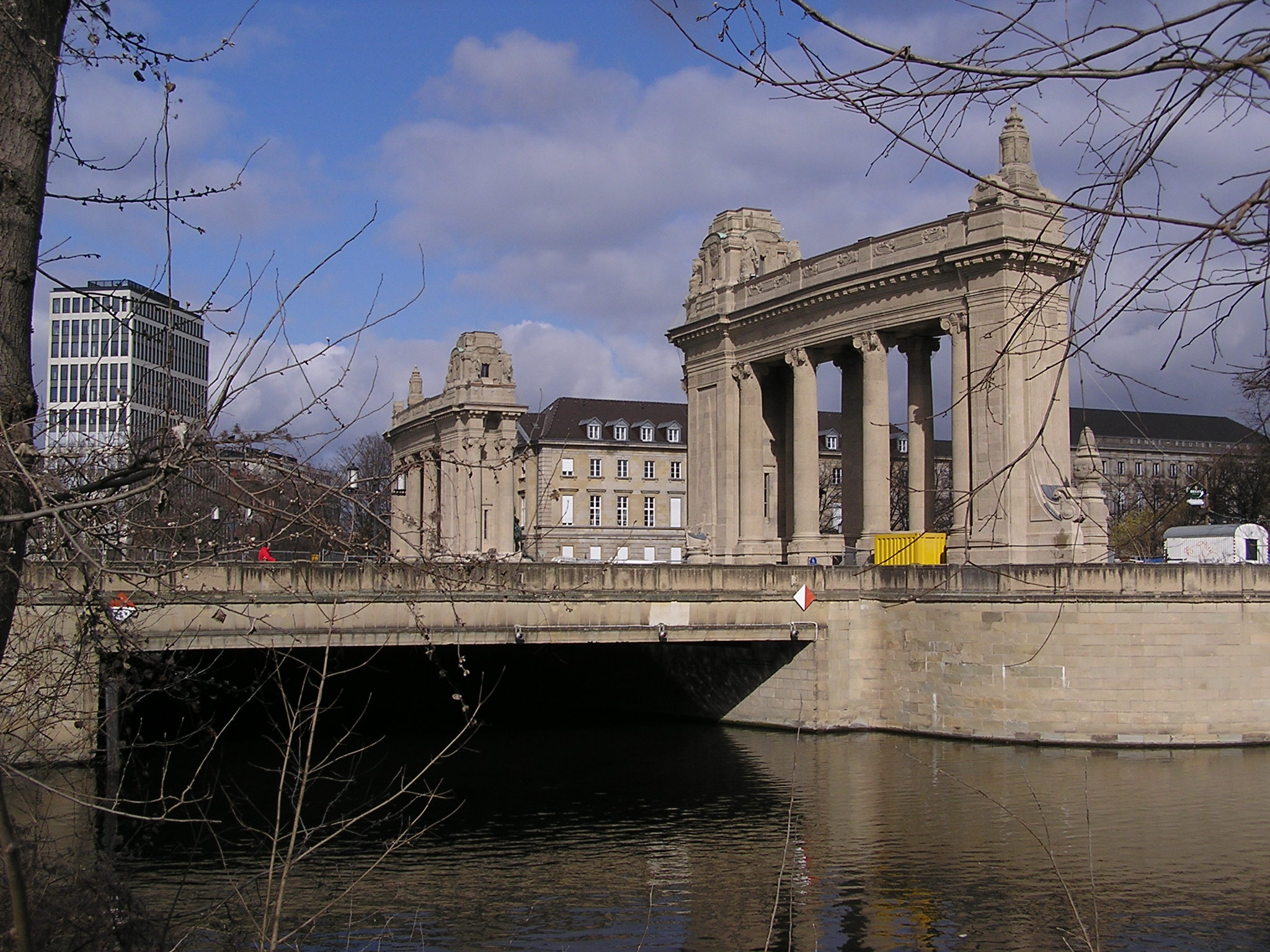
Am Charlottenburger Tor kreuzt der Tiergartenring über die Straße des 17. Juni

Der Tiergartenring führt mit dem Betreten der 60 Meter breiten Straße des 17. Juni über die Bezirksgrenze von Mitte nach Charlottenburg-Wilmersdorf in den Ortsteil Charlottenburg. Dabei bleibt er neben der Charlottenburger Brücke am Charlottenburger Tor am Nord-(West-)ufer des Landwehrkanals, die begleitende Straße ist das Salzufer heißt. Nach 90 Metern (am Mercedes-Benz-Sitz) führt der Hauptweg nach rechts in die Englische Straße und hinter deren Kreuzung mit der Gutenberg-/Wegelystraße weiter durch eine Grünanlage um TU-Institute ans Spreeufer, wo der Spreewegs (Idealführung von Hauptweg 01) erreicht ist. Der Tiergartenring geht nach rechts weiter am Spreeufer entlang und verlässt hier den Ortsteil und den Bezirk wieder.

### Hansaviertel
Am Spreeuferweg zwischen den Instituten und westlichen Grundstücken von Siegmunds Hof wird der Ortsteil Hansaviertel (Bezirk Mitte) betreten. Am Südufer der Spree bis zum Wullenwebersteg und über diesen mit dem Spreeweg (Umgehungsverlauf) zum Nordufer führen beide Hauptwege (01 und 19) ostwärts parallel zum Schleswiger Ufer (quer über die Flotowstraße nach rechts) am südlichen Spreeufer weiter. Es folgt die Kreuzung mit der Altonaer Straße, die hier liegende Hansabrücke führt nach Moabit. Weiter dem Spreebogen nach Norden folgend wird unter der Lessingbrücke (Lessingstraße zur Stromstraße, die auf der Moabiter Seite liegt) das Holsteiner Ufer genutzt und an der Moabiter Brücke (Bartningallee zur Moabiter Kirchstraße) vorbei das Ostende des Holsteiner Ufers erreicht. Hier geht der Uferweg am Gerickesteig vorbei und durch die S- und Fernbahnbrücke hindurch zum Bellevueufer. In Höhe Gerickesteig ist der S-Bahnhof Bellevue direkt anliegend. Die nun folgende Eisenbahnbrücke der Ringbahn besitzt an der Südseite einen Parkweg über den hinweg der Ortsteil verlassen wird.

### Tiergarten

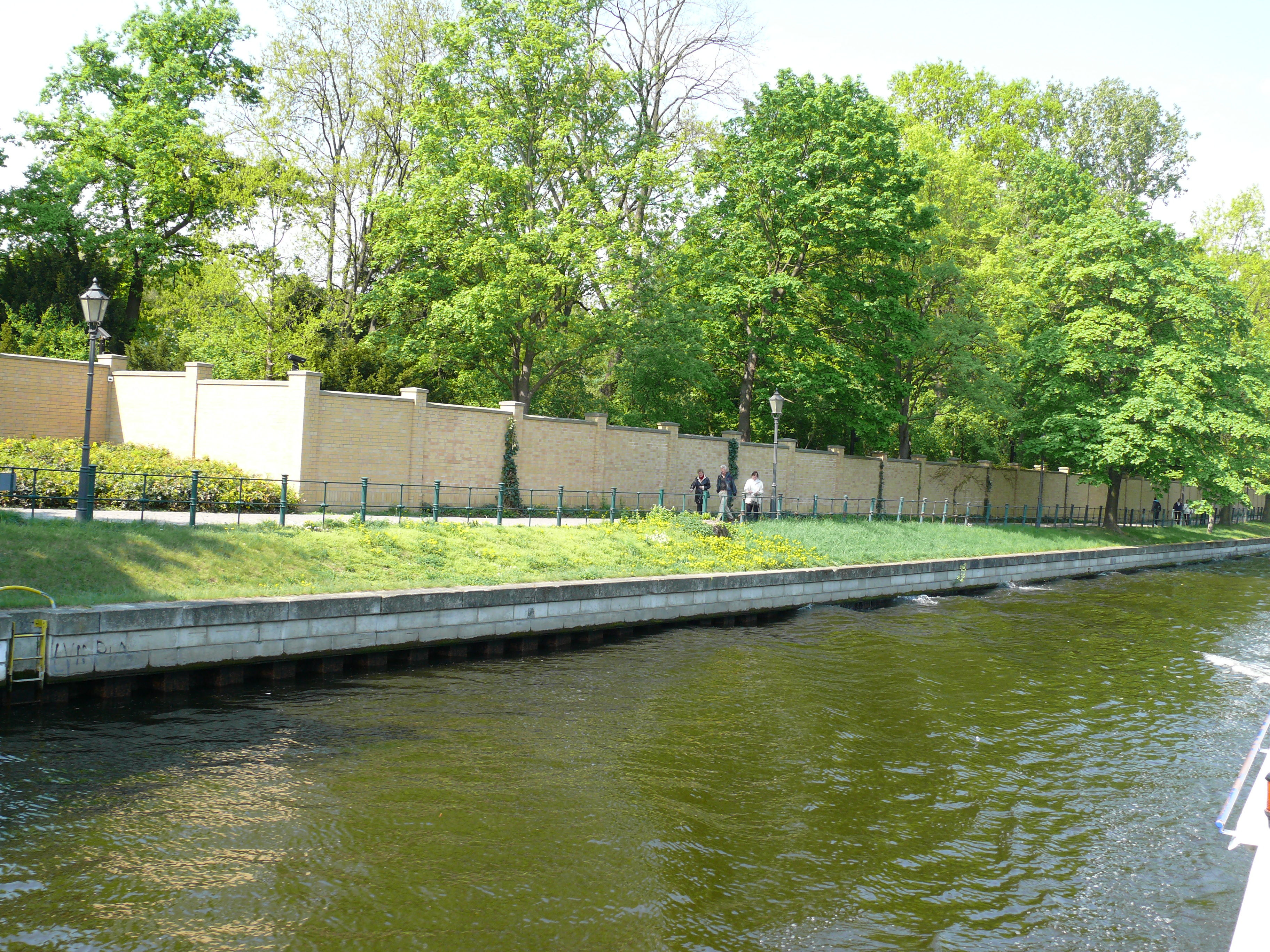
Tiergartenring auf dem Bellevueufer zwischen Spree und Schloss Bellevue

Der Tiergartenring überquert hier die Spree (Marie-Elisabeth-Lüders-Steg)

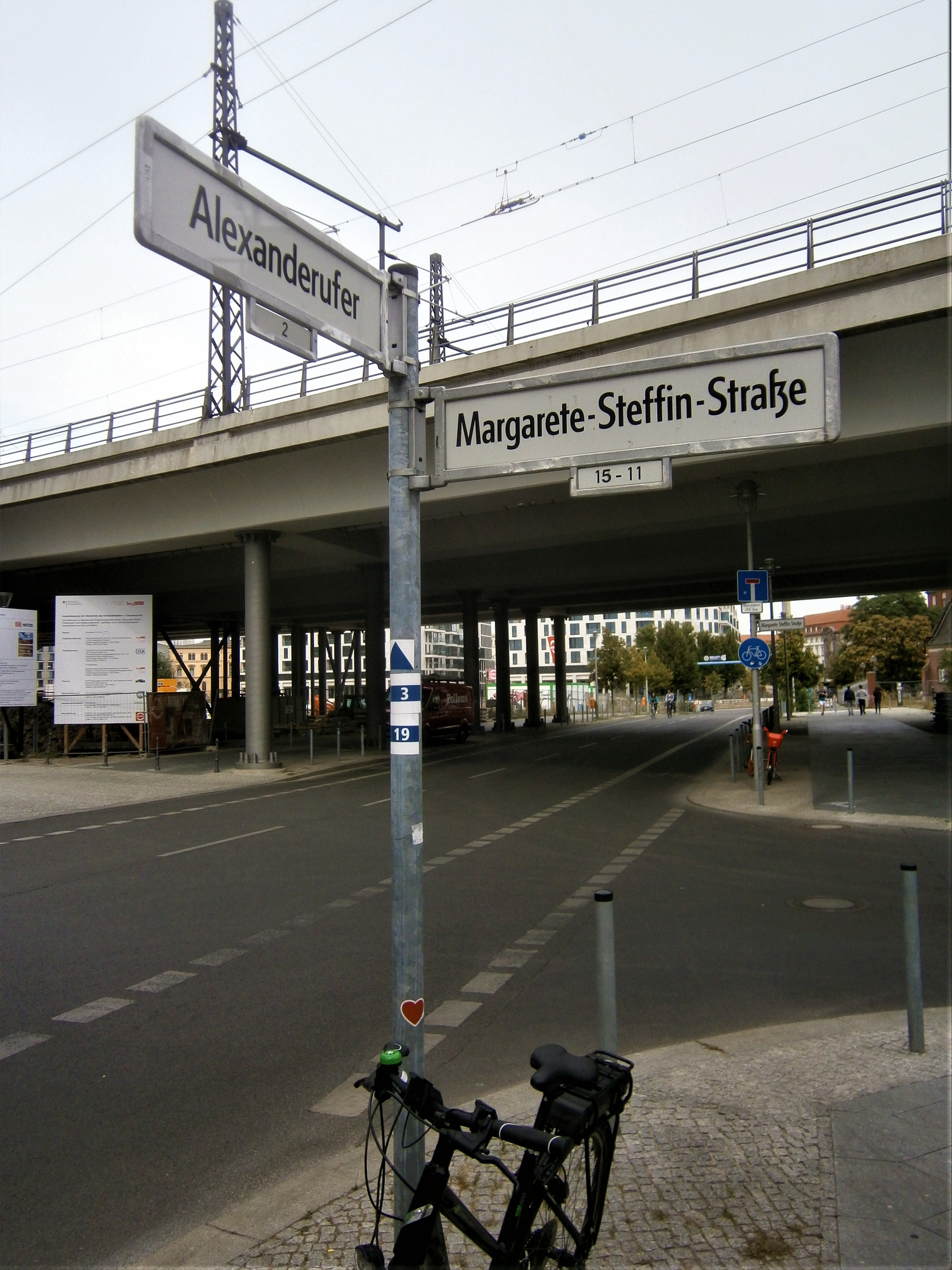
Nach dem Stadtbahnviadukt folgt das Futurium

Das an der Spree im Ortsteil Tiergarten liegende Bellevueufer bezieht seinen Namen auf das Schloss Bellevue (dessen Park ein Teil des Tiergartenparks ist). Trotz Sicherheitsbedenken wegen des Sitzes des Bundespräsidenten im Schloss Bellevue blieb dieser Weg am Spreeufer öffentlich zugänglich. So wird neben dem Schloss am Spreeufer der Spreeweg/Berliner Urstromtal zur Straße mit dem Namen Spreeweg (hier ist es der Name der kreuzenden Straße) und über diesen hinweg an der Lutherbrücke auf den Beiweg der John-Forster-Dulles-Allee geführt. Die beiden grünen Hauptwege Spreeweg/ Berliner Urstromtal und der Tiergartenring liegen gemeinsam zwischen Großem Tiergarten und Spree auf dem Beiweg der Dulles-Allee. Gegenüber liegt der Moabiter Werder mit der „Serpentine“ einer Wohnhausschlange, die in Vorbereitung für den Bonn-Berlin-Umzug für Bonner Beamte gebaut wurde und die Idee vom Band des Bundes (Reichstag, Kanzleramt, Schloss Bellevue) aufnimmt. Die beiden Hauptwege gehen spreenah als Bettina-v.-Arnim-Ufer nach links von der John-Foster-Dulles-Allee weg in das Parkgelände um das Haus der Kulturen der Welt. An dessen Nordseite mündet die Paul-Löbe-Allee mit dem Zaun um das Bundeskanzleramt. Die Hauptwege gehen weiter an der Spree. Die folgende Spreeüberbrückung ist der interne Weg zwischen Bundeskanzleramt über die Spree zum Kanzlerpark, der auf Moabiter Seite (auf dem Moabiter Werder) liegt. Das Bettina-von-Arnim-Ufer führt unter der Moltkebrücke (Willy-Brandt-Straße nach Alt-Moabit) hindurch in das Ludwig-Erhard-Ufer, das im Spreebogen um den Spreebogenpark liegt. Unter diesem führt in Höhe der Gustav-Heinemann-Brücke (einer Fußgängerbrücke) die unterirdische Fernbahntrasse zwischen Bahnhof Potsdamer Platz und den unteren Bahnsteigen des gegenüberliegenden Hauptbahnhofs hindurch. Der auf der anderen Spreeseite hinter der Hugo-Preuß-Brücke abgehende Kanal ist der Berlin-Spandauer Schifffahrtskanal, zunächst sichtbar ist der Humboldthafen. Während Hauptweg 1 und Tiergartenring auf dem Ufer um Ortsteil Tiergarten verbleiben wechselt am gegenüberliegenden Westufer des Schifffahrtswegs der Ortsteil Moabit nach Mitte.
Die Hauptwege am Spreeufer um den Spreebogenpark überqueren die Adenauerstraße, auf der Kronprinzenbrücke zur Reinhardtstraße führt. An der folgenden Bismarckstraße am Paul-Löbe-Haus (Haus der Bundestagsverwaltung) trennen sich Spreeweg (der an diesem Spreeufer bleibt) und Tiergartenring. Der Tiergartenring verlässt nun den Ortsteil.

### Mitte
Der Tiergartenring (Hauptweg 19) nimmt (noch in Tiergarten am westlichen Spreeufer) den Beginn des Heiligenseer Wegs (Hauptweg 03) auf und beide Hauptwege wechseln auf dem Marie-Elisabeth-Lüders-Steg (vorher auch Paul-Mierscheid-Steg) das Spreeufer zum Schiffbauerdamm. Am Ostufer nach links geht es wieder an die Höhe Kronprinzenbrücke über die Reinhardtstraße, dann an der rechts abgehenden Unterbaumstraße vorbei in das Kapelleufer. Vom Spreebogen wird (vor der über den Schifffahrtskanal führenden Hugo-Preuß-Brücke) am Futurium nach rechts zum Alexanderufer abgebogen. Der von Osten einmündenden Margarete-Steffin-Straße folgt das Stadtbahnviadukt östlich vom Hauptbahnhof (nach links über den Humboldthafen hinweg gelegen). An der anderen Straßenseite grenzt das Medizinhistorischen Museum und die Charité. Am Humboldthafen endet die Fahrstraße und am Kanal führt der Uferweg als Alexanderufer weiter unter der Sandkrugbrücke (Invalidenstraße) hindurch. An dieser Stelle kreuzt der Mauerweg. Zwischen Bundesministerien und dem Kanal (gegenüber in Moabit dem Hamburger Bahnhof – Nationalgalerie der Gegenwart) geht es weiter durch den Invalidenfriedhof. Hier kommt noch der Nord-Süd-Weg als Teil des Radfernwegs Berlin–Usedom (grüner Hauptweg 05) hinzu. Drei Hauptwege und der Mauerweg liegen am Ufer des Kanals und an der Kieler Straße zur Scharnhorststraße vorbei. An der Kieler Brücke verläuft der Heiligenseer Weg weiter am Schifffahrtskanal (einst hier als Charitégraben angelegt). Der Tiergartenring, der Mauerweg und der Nord-Süd-Weg gehen vom Kanal nach rechts auf der Straße An der Kieler Brücke zwischen Wedding und Mitte an der Ortsteilgrenze entlang zur Boyenstraße.

### Wedding

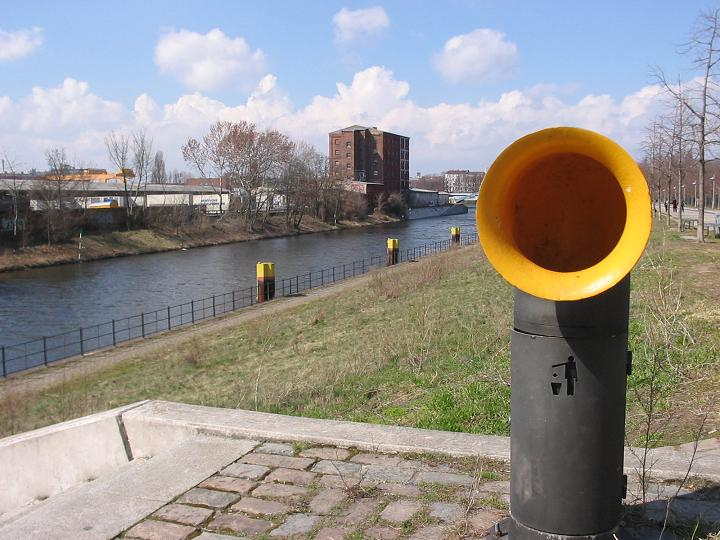
Tiergartenring: Promenade zwischen Invalidenfriedhof und Kieler Brücke, 2006

Die Trasse der Hauptwege geht jedoch im Grünstreifen längs der Boyenstraße entlang, sodass der Ortsteil Wedding erreicht ist. Hier befindet sich das Erika-Heß-Eisstadion und andere Sportflächen. Die daraufhin erreichte Chausseestraße gehört zu Wedding. Am Grundstück Chausseestraße 88 (Grünfläche) ist die noch nicht begehbare Idealführung des Nord-Süd-Wegs durch den Panke-Park erreicht.

### Gesundbrunnen
An der der Boyenstraße gegenüberliegenden Straßenseite der Chausseestraße (Wohnhaus 68) ist wiederum Gesundbrunnen erreicht. Der Nord-Süd-Weg folgt der Panke nach Norden, die hier im Südpankepark unterirdisch verrohrt ist. Der Tiergartenring folgt mit dem Mauerweg der Liesenstraße auf dem rechten Gehweg, hier liegen die rechts angrenzenden Kirchhöfe der Berliner Domgemeinde, der Französischen Gemeinde und der St. Hedwigsgemeinde bereits im Ortsteil Mitte, vormals zu Ost-Berlin mit der Berliner Mauer, nach 1961 wurde ein etwa 70 Meter breiter Streifen der Friedhöfe neben der Liesenstraße entwidmet und bis 1990 war er mit Grenzanlagen bebaut. Auf der linken Straßenseite folgt noch für 180 Meter der Kirchhof Dorotheenstadt II und letztlich ist der Ringschluss des Tiergartenrings am nördlichen Einstiegspunkt unter den alten Eisenbahnbrücken des Stettiner Bahnhofs erreicht. Daneben liegt die neue S-Bahnbrücke der Nord-Süd-Bahn erreicht. Der darunterliegende unbenannte Rundplatz ist die Kreuzung von Liesen-/Scheringstraße mit der Gartenstraße.
Entsprechend der Ringstruktur dieses grünen Hauptwegs ist der Ein- und Ausstieg zum Spaziergang an jedem Ort möglich. Die Beschreibung (hier im Gegenuhrzeigersinn) endet wiederum in Gesundbrunnen am Startpunkt.

## Nahverkehrsanschlüsse
In der Nähe befinden sich durch die Innenstadtlage des Weges zahlreiche Anschlüsse an den ÖPNV.
- U-Bahnhof Mendelssohn-Bartholdy-Park
- S-Bahnhof Bellevue
- S-Bahnhof Hauptbahnhof
- S+U-Bahnhof Friedrichstraße
- U-Bahnhof Reinickendorfer Straße
- S-Bahnhof Nordbahnhof
- U-Bahnhof Bernauer Straße
- U-Bahnhof Strausberger Platz
- U-Bahnhof Hallesches Tor
- U-Bahnhof Möckernbrücke